# Вејнсвил (Мисури)
Вејнсвил (енгл. Waynesville) град је у америчкој савезној држави Мисури.

## Демографија
По попису из 2010. године број становника је 4.830, што је 1.323 (37,7%) становника више него 2000. године.
| Група             | 2000.         | 2010.         |
| Белци             | 2.744 (78,2%) | 3.367 (69,7%) |
| Афроамериканци    | 385 (11,0%)   | 600 (12,4%)   |
| Азијати           | 101 (2,9%)    | 164 (3,4%)    |
| Хиспаноамериканци | 109 (3,1%)    | 390 (8,1%)    |
| Укупно            | 3.507         | 4.830         |